# Macropophora accentifer
Macropophora accentifer es una especie de escarabajo longicornio del género Macropophora, tribu Acrocinini, subfamilia Lamiinae. Fue descrita científicamente por Olivier en 1795.

## Descripción
Mide 19-40 milímetros de longitud.

## Distribución
Se distribuye por Argentina, Bolivia, Brasil, Paraguay, Perú y Uruguay.